# استان حسیمه

پرچم استان حسیمه

استان حسیمه یا الحسیمه استانی در منطقه طنجه-تطوان-حسیمه مراکش است. جمعیت آن در سال ۲۰۰۴، ۳۹۵٬۶۴۴ نفر بوده‌است.